# Jelling viking emlékei
Jelling viking emlékei az összefoglaló neve két sírhalomnak, két rúnakőnek és egy templomnak, melyek Dániában, a közép-jyllandi Jelling településen állnak. Ez Dánia egyik legjelentősebb régészeti lelőhelye; 1994 óta a világörökség része.
Jelling a pogányságról a kereszténységre történő áttérés szimbolikus helye. Itt volt az első királyi székhely; Gorm király itt rakta le a dán állam alapjait, melyeket fia, I. (Kékfogú) Harald épített tovább. A rúnaköveket Gorm és Harald állíttatta, az egyik sírhalom egyes feltételezések szerint Gorm sírja, míg a templom elődjét Harald építtette. A ma látható, 11. századi templom a két hatalmas sírhalom között áll, előtte pedig a két rúnakő.

## Az emlékhely szerkezete
A 21. század elején a kutatások áttekintést adtak a 950 és 970 között épült jellingi szimbolikus hatalmi centrum eredeti szerkezetéről. Kimutatták, hogy az első, központi halomsírt, amely eredetileg minden bizonnyal Gorm dán király nyughelye volt, viking szokás szerint gyakori módon, de itt rendkívüli méretekben, 356 méter hosszú hajó alakzatban kövekkel rakták körül. E jelképes hajó középpontjában állott a ma északinak nevezett sírhalom. Az egész területet tölgyfagerendákból emelt, négy méter magas magas palánkkal vették körül, úgy, hogy a kialakult négyzetes területnek ugyancsak a középpontjába került a halomsír. A palánk négy oldalának teljes hossza 1440 méter volt, a közrefogott terület 20 futballpályának felel meg. A második, déli halom már úgy épült, hogy bár középpontja a kövekből kirakott „hajón” belülre került, a domb szélei túlnyúltak annak oldalain. A palánkkal körülvett területen nagy faépületeket is emeltek. Bár Jelling az erős királyság szimbolikus hatalmi centruma volt és támadástól kevéssé kellett tartani, az épületeket a szokásos védelmi szempontok figyelembevételével a palánkhoz közel helyezték el, hogy a kívülről érkező nyilak kevesebb kárt tehessenek bennük.
2013-ban a területen fehér kövekkel jelölték ki mind a hajó-alakzat helyét (lapos fehér téglalap alakú kövek), mind a palánkét (fehér kőoszlopok), és a faépületek helyét is. A két rúnakövet pedig üvegszekrénybe helyezték a templom mellett, hogy az időjárás viszontagságai ne koptassák azokat tovább.

## A templom
A régészeti leletek tanúsága szerint Jelling, a környező dombvidék legmagasabb pontja már a bronzkor óta kultikus helynek számított. A mai templom kórusa alatt három korábbi faépület maradványait tárták fel: egy kereszténység előtti időből származó kultikus helyét és két templomét. Az első fatemplomot Harald építtette – ez az épület nagyobb volt, mint a mai templom. Ezzel egyidejűleg a templom padlója alatt egy sírhelyet is kialakítottak.
Az első fatemplom valószínűleg leégett, akárcsak kisebb utódja. A mai kőépület 1100 körülről származik, és szintén kisebb az eredeti épületnél – ezt az magyarázhatja, hogy a királyi udvar időközben átkerült Roskildébe, így Jelling jelentősége csökkent. Az épületben 12. századi festmények nyomait is feltárták. A tornyot a 15. században építették hozzá. 1679-ben egy része leégett, ezt újjáépítették, és hozzá is toldottak az épülethez.
A templom alatti sírbolt 1978-as feltárásakor egy férfi maradványaira bukkantak a régészek, akit  – a csontok elhelyezkedéséből kikövetkeztethetően – valószínűleg nem ide temettek először. A Dán Nemzeti Múzeum szakértői szerint minden bizonnyal Dánia egyik első királyának, Gormnak a maradványait találták meg, akit eredetileg az északi halomsírba temettek, azonban mikor fia 965 körül felvette a kereszténységet és megépíttette a templomot, apját a templomban újratemettette, ezzel is bizonyítva az új vallás iránti elkötelezettségét.
A templom padlózatán egy diszkrét ezüstcsík jelzi Öreg Gorm király sírjának mai helyét.

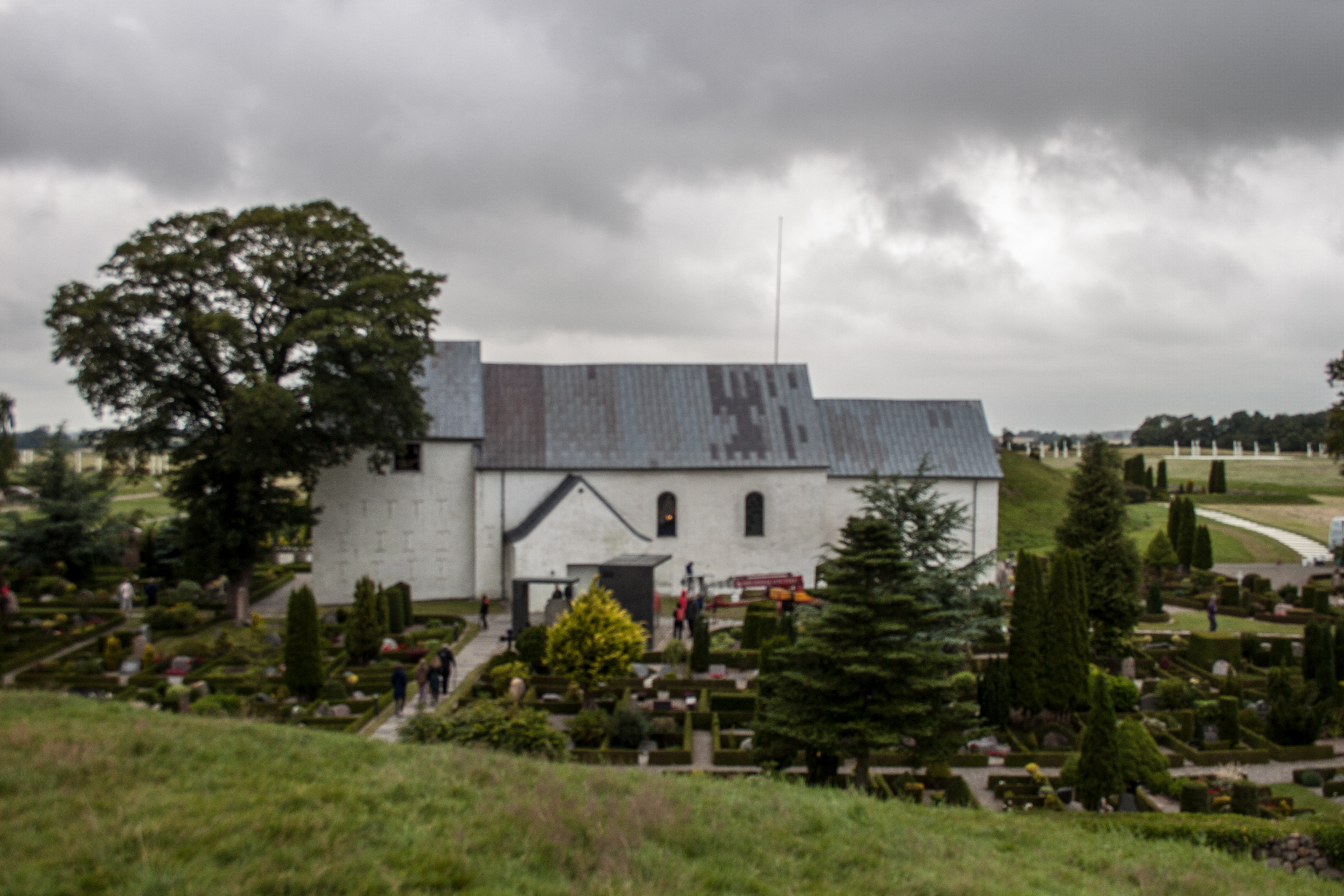
A templom a déli halomról
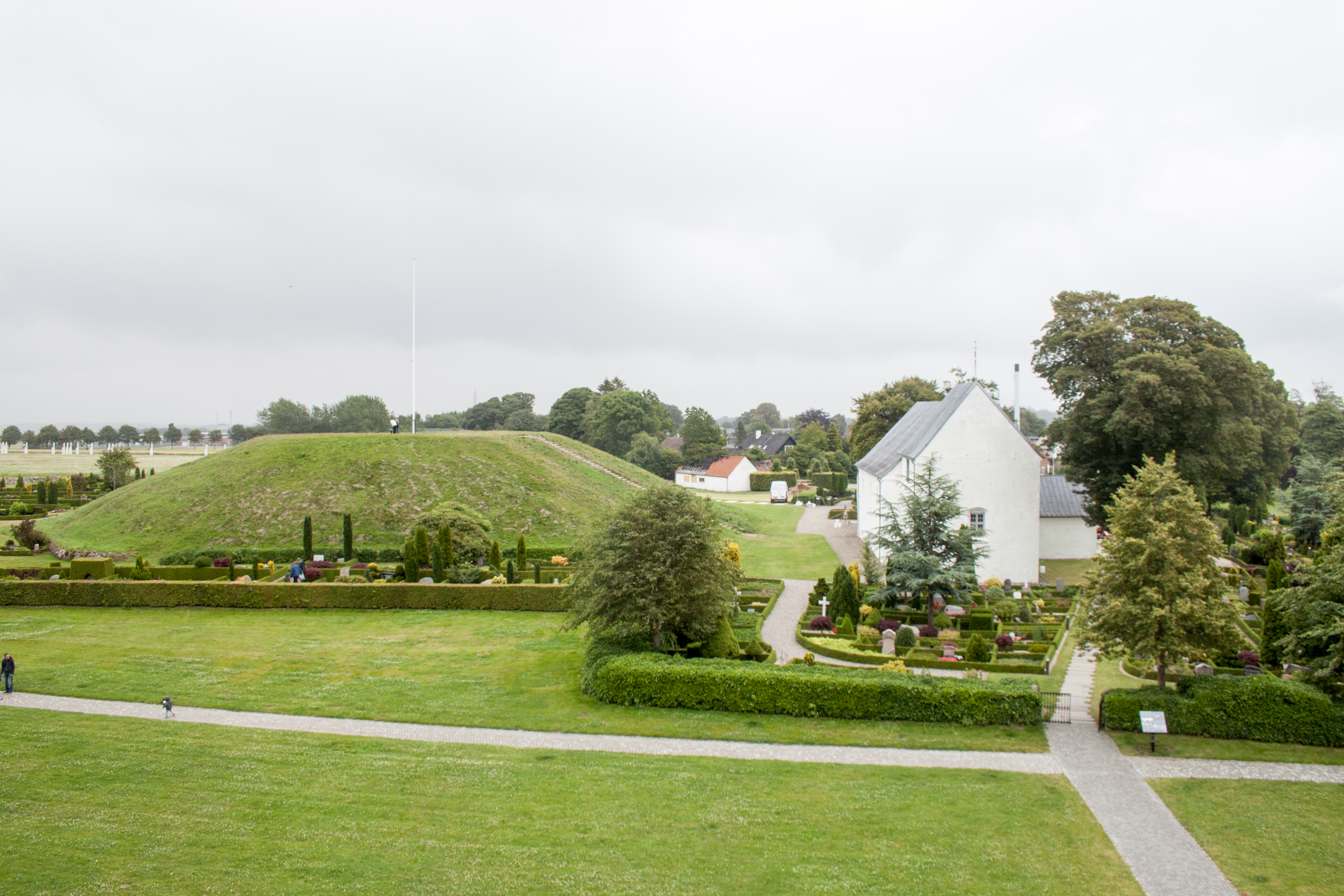
Az északi halom és a templom a múzeum teraszáról
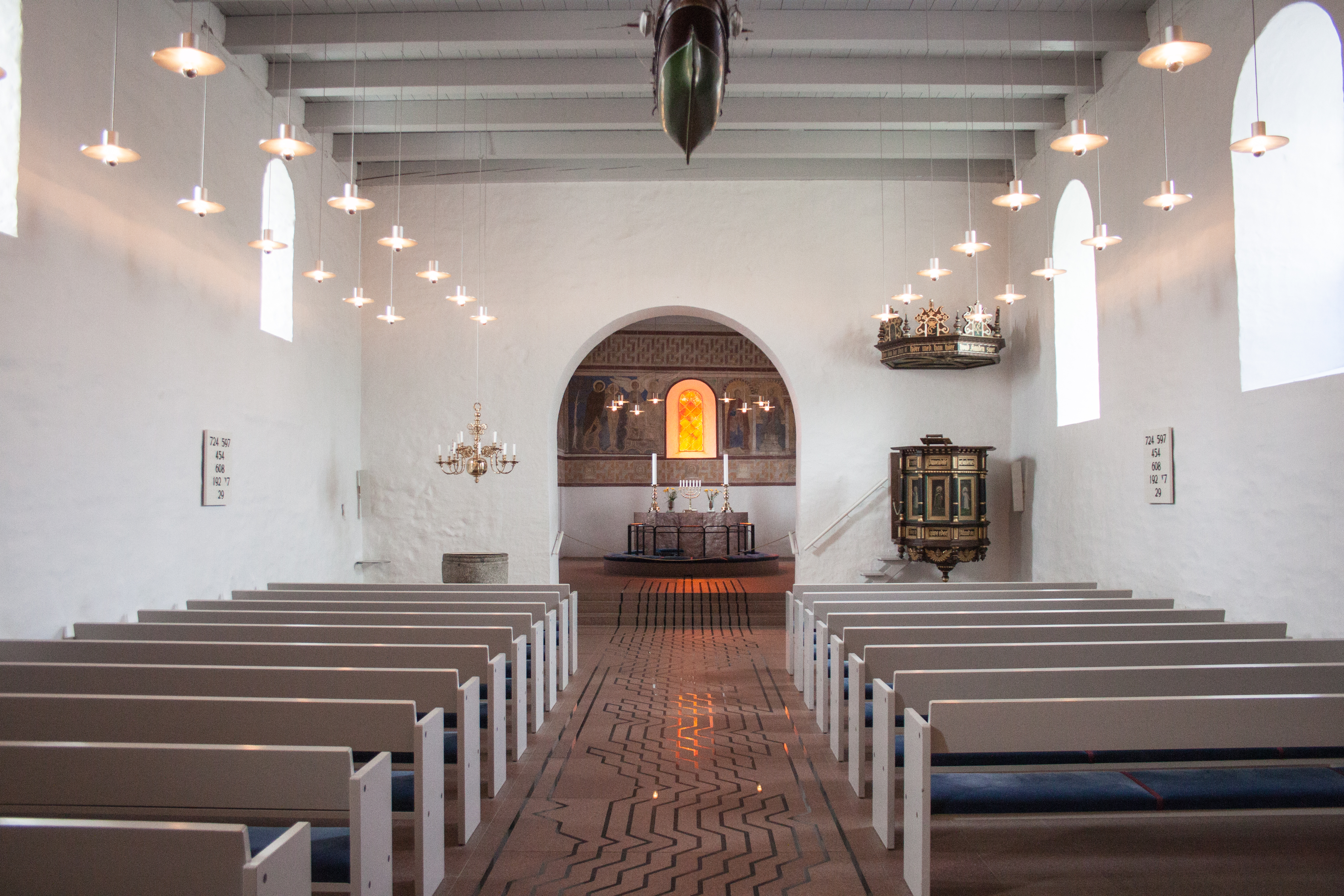
A templom belső képe
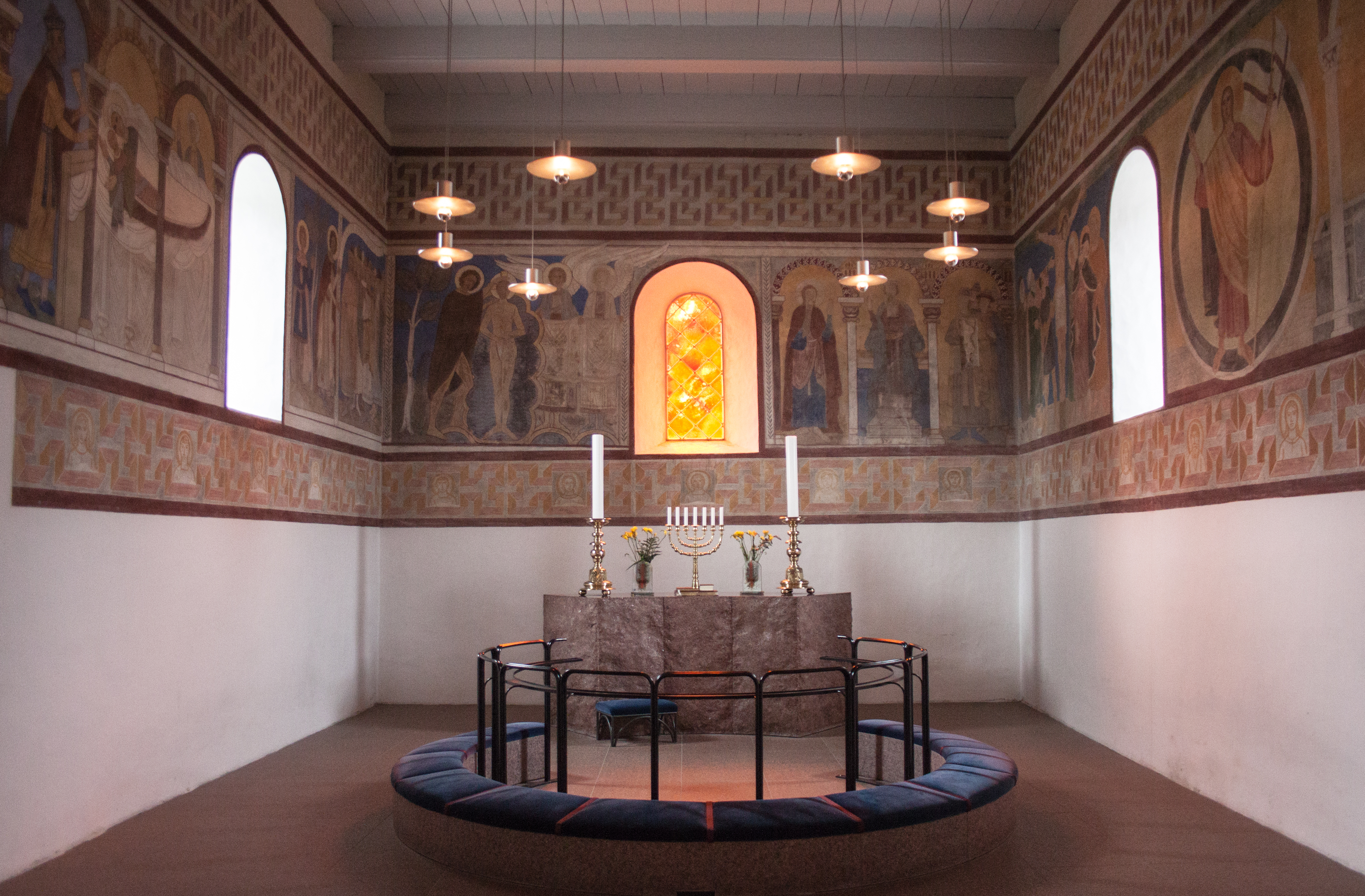
Oltár
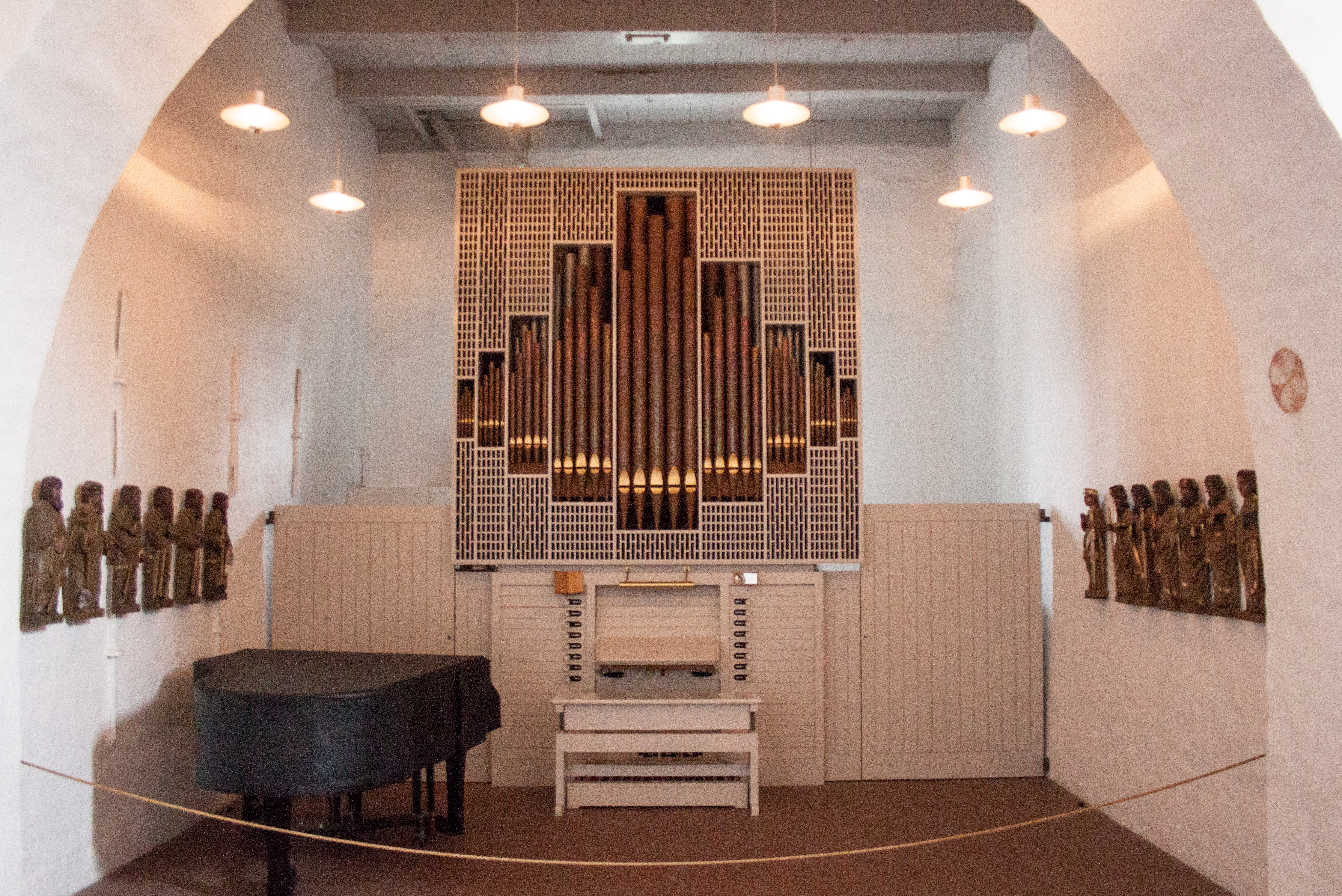
Orgona és az apostolok faszobrai
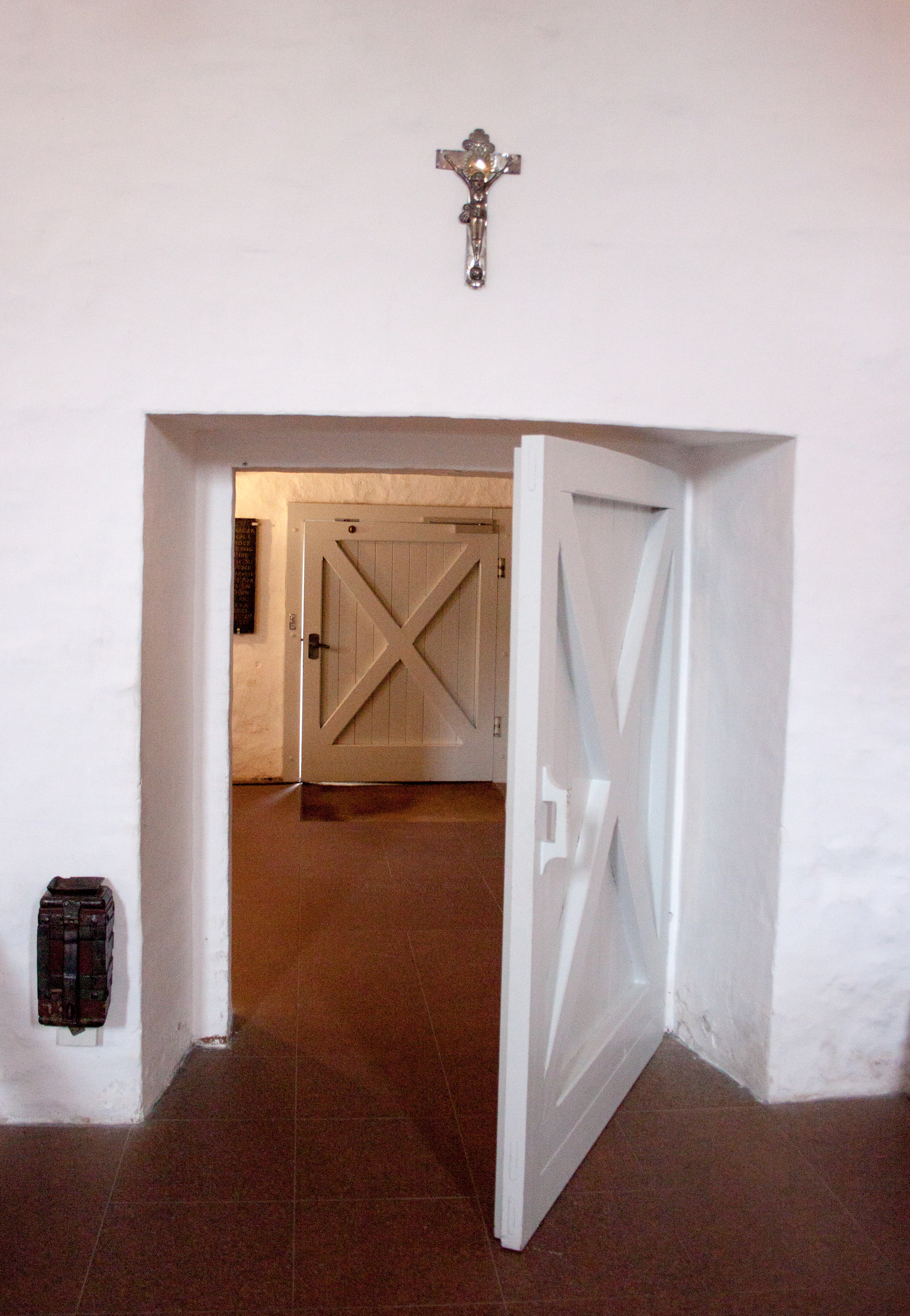
A főbejárat, mögötte az előtér
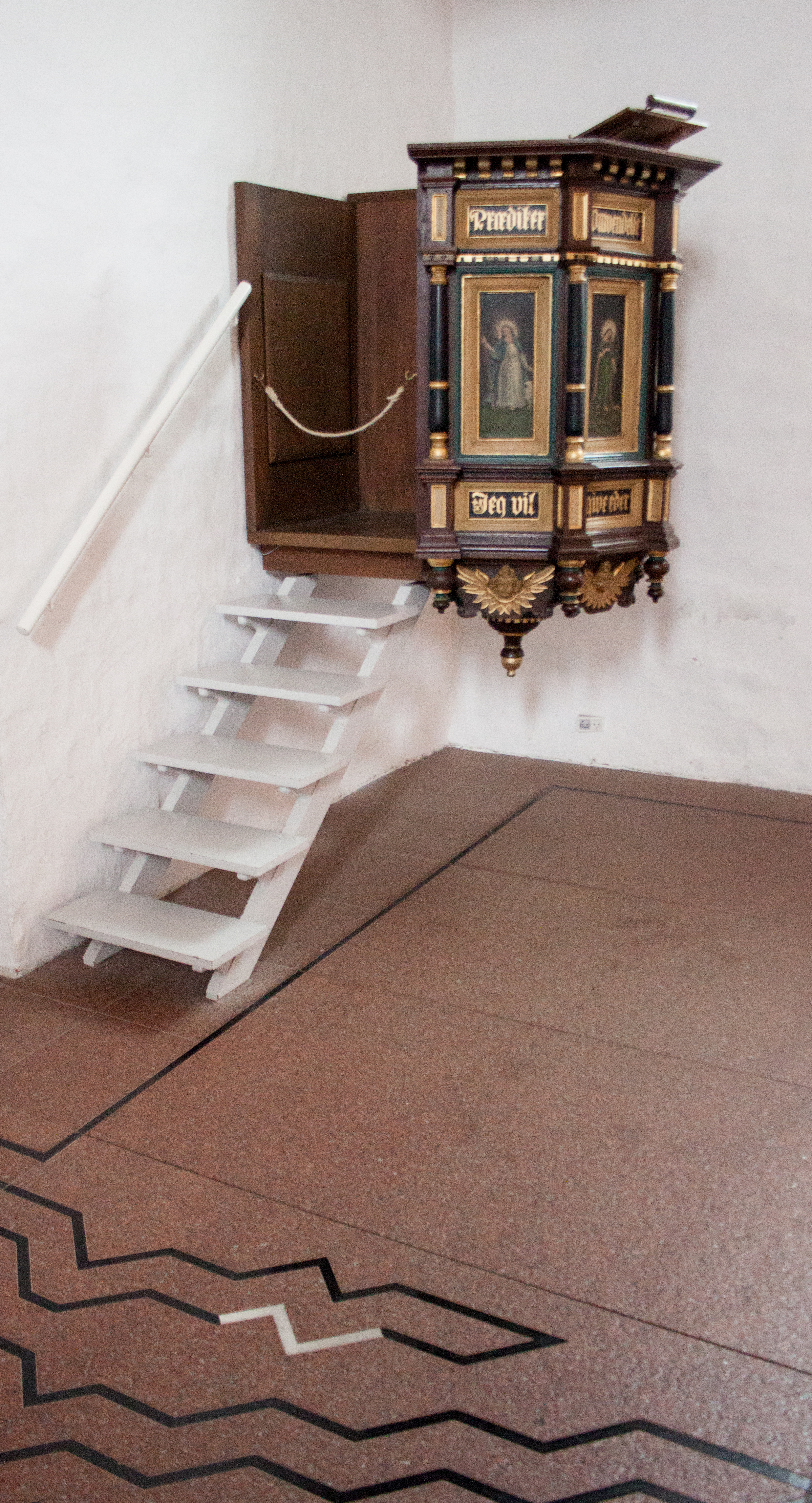
Szószék, előtte a padlózatban ezüstcsík jelöli Gorm sírjának helyét

## A sírhalmok

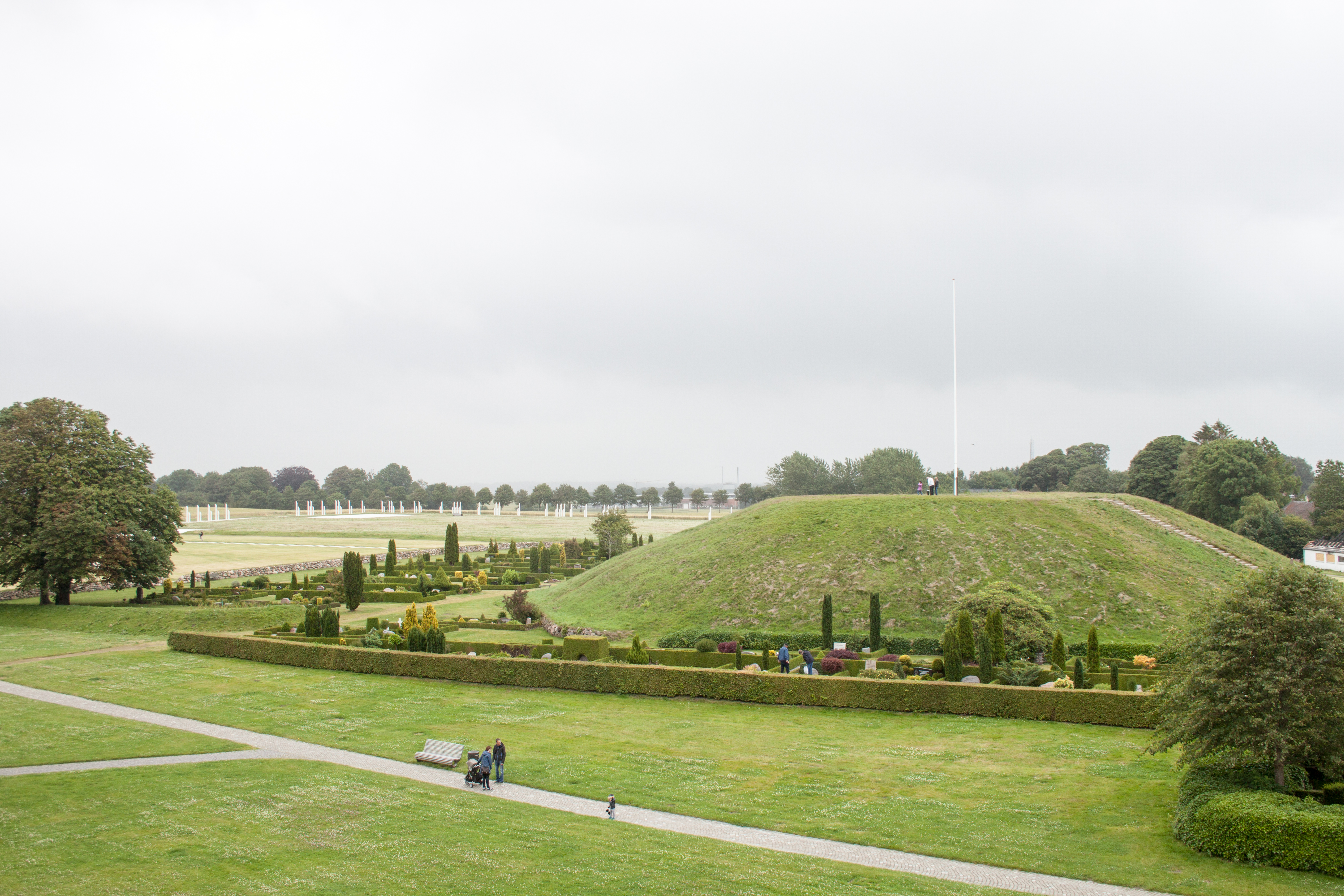
Az északi halom

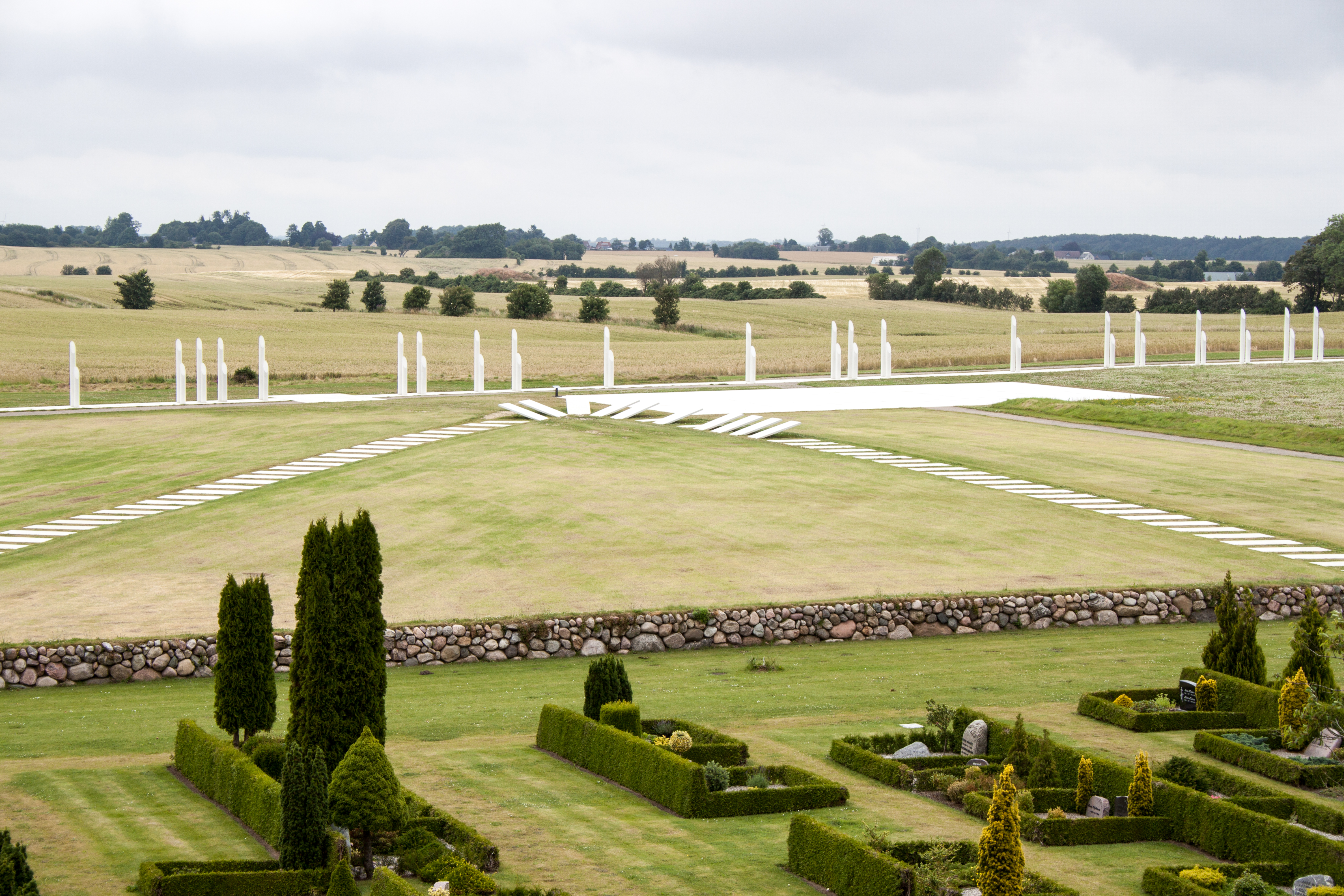
Kilátás az északi halomról, a hajóalakzat jelzése modern kőlapokkal, a háttérben a régi palánk jelzése fehér oszlopokkal, egy faépület alapjának jelzése fehérrel

A templomtól északra és délre egy-egy sírhalom áll, bár utóbbi esetén az elnevezés kétségbe vonható, mivel a régészeti feltárások során kiderült, hogy nem szolgált temetkezési célokat.

### Az északi halom
Az északi sírhalom 8,5 méteres magasságával és 65 méteres szélességével Dánia legnagyobb halomsírja. Kőből, agyagból és tőzegből építették egy bronzkori sír fölött.
A 6,75 m hosszú, 2,6 m széles és 1,45 m magas (17,5 m²-es, nagyobb szobának megfelelő alapterületű) sírkamrát 35 cm vastag tölgygerendákból építették, és gránitsziklákkal vették körül, hogy védjék a sírrablóktól. A kelet-nyugati tájolású sírkamra padlója 1,75 méterrel fekszik a talajszint felett. A padlót deszkákkal burkolták.
Egyes feltételezések szerint két embert temettek ide, amire a sírkamra beosztásából következtettek (a közepén egy hosszanti élén állva rögzített deszkát találtak), de a sírban talált gyér kincslelet nem erre utal. Ha igaz az elmélet, mely szerint Gorm királyt fia temettette újra, valószínűleg egyedül őt temették ide, hiszen felesége, Thyra jóval korábban meghalt, és maradványait nem is találták meg a templom alatt.
A halom tetején sokáig egy tavacska volt, ami 1820-ban kiszáradt. Ekkor Jelling lakói elkezdtek leásni a helyén, hogy megtalálják a forrást – így találtak rá 5 méterrel lejjebb a sírkamrára, amely azonban üres volt. Összesen egy ezüstpoharat és néhány kisebb tárgyat találtak. A kamra mennyezetét alkotó tölgygerendák közül több ketté volt törve, ami arra utal, hogy a temetést követően a sírt felbontották. A tavacska (amely egy 1591-es rajzon is látható) létére is magyarázatot adhat, hogy egy korábbi behatolás után keletkező mélyedésben felgyülemlő esővizet az agyag nem engedte elszivárogni.
Kézenfekvő magyarázat volna a sírrablás, azonban ennek ellentmond, hogy emberi maradványokat sem találtak, az pedig nem valószínű, hogy a sírrablók a holttestet is magukkal vitték volna. A templomnál végzett 1978-as feltárások azonban egy másik lehetőséget is felvetettek, ugyanis a templom alatt talált sírban valószínűleg Gorm maradványaira bukkantak. Az elmélet szerint a megkeresztelkedett Harald apját keresztény módon újratemettette. A sírkamra egyik gerendája a vizsgálatok szerint 958–959 telén kivágott fából származik, ami egybeesik Gorm temetésének időpontjával.

### A déli halom

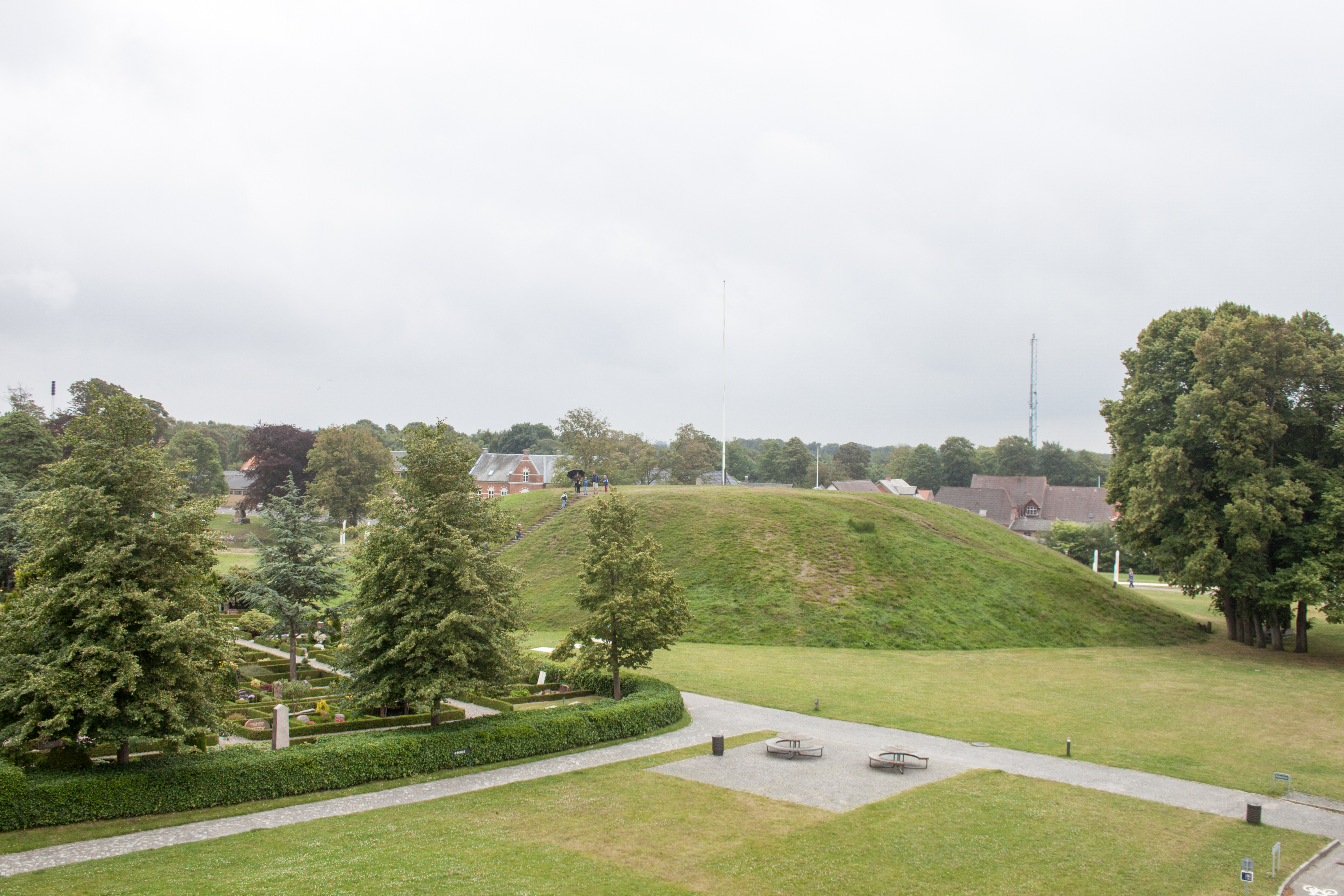
A déli halom a múzeum tetejéről

A déli halom nagyon hasonló az északihoz. 11 m magas és 85 m széles. Északi párjával ellentétben nincs benne sírkamra, csak tőzeg és föld alkotja. Funkcióját máig nem sikerült biztosan megfejteni; talán emlékműnek építették. A halom belsejében talált fadarabokat 965–970 körülre datálják, azaz a halom néhány évvel az északi után épülhetett.
VII. Frigyes dán király itt kereste Gorm sírját 1861-ben, de gránitsziklákon és fadarabokon kívül semmi nem került elő. 1941-ben újabb alapos ásatásokat végeztek, ezúttal a halom tetejéről kezdve. A halom tetején egy 4,5x6,0 m alapterületű, vastag tölgygerendákból épült építmény alapjait tárták fel, amely egy 1150 körül épült őrtorony lehetett. A halom alján egy hajót formázó, egyetlen kőből faragott szobrot találtak.

## A rúnakövek
A templom előtt modern üvegvitrinekben két rúnakő áll, melyek a 10. századból származnak. A kövek az ősi skandináv mitológia és a kereszténység közötti átmenetet mutatják, és Dánia államiságának létrejöttét is jelképezik. Ezek a kövek számítanak Dánia első írásos emlékeinek.

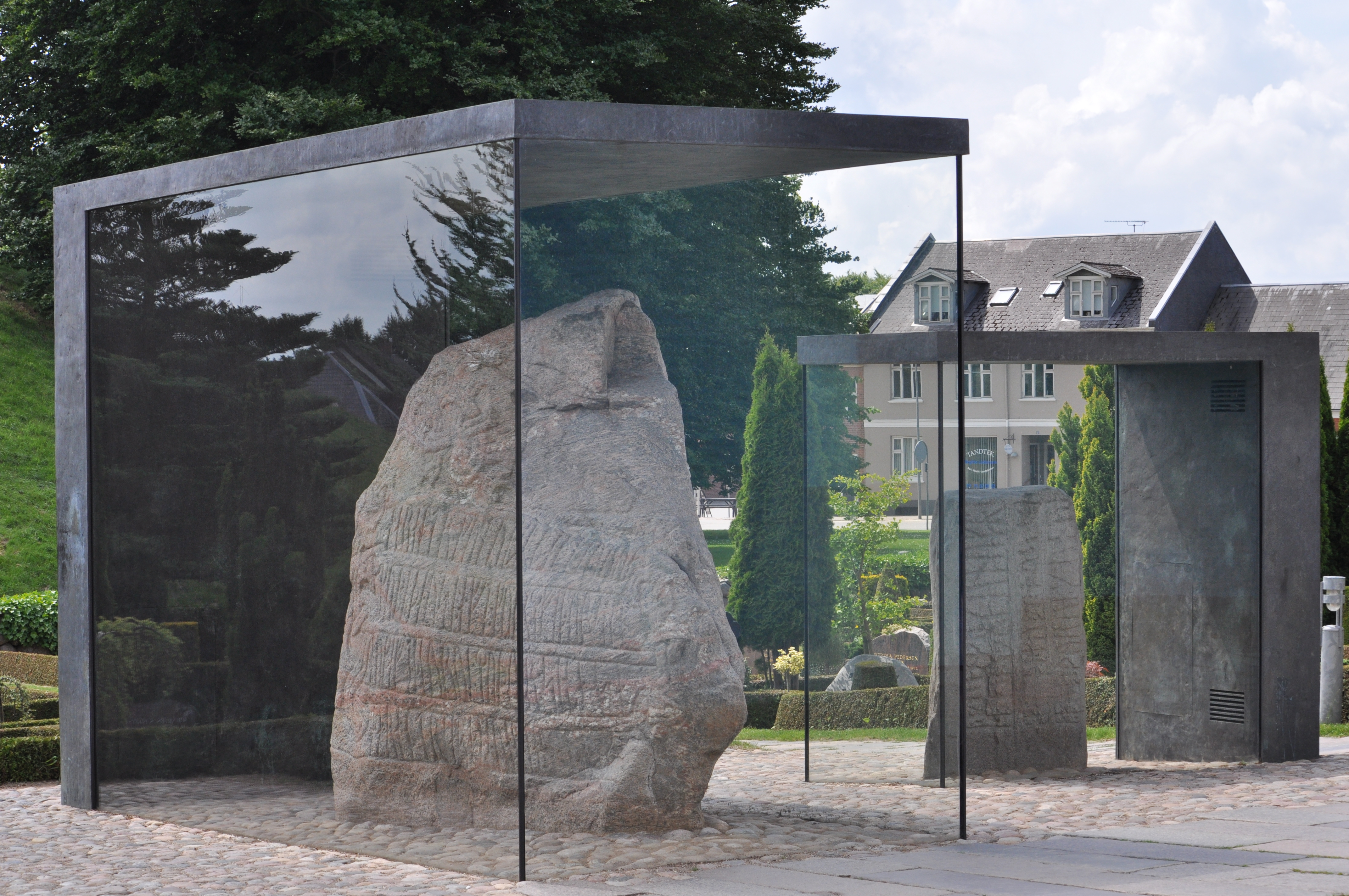
A két rúnakő az új üvegvitrinekben

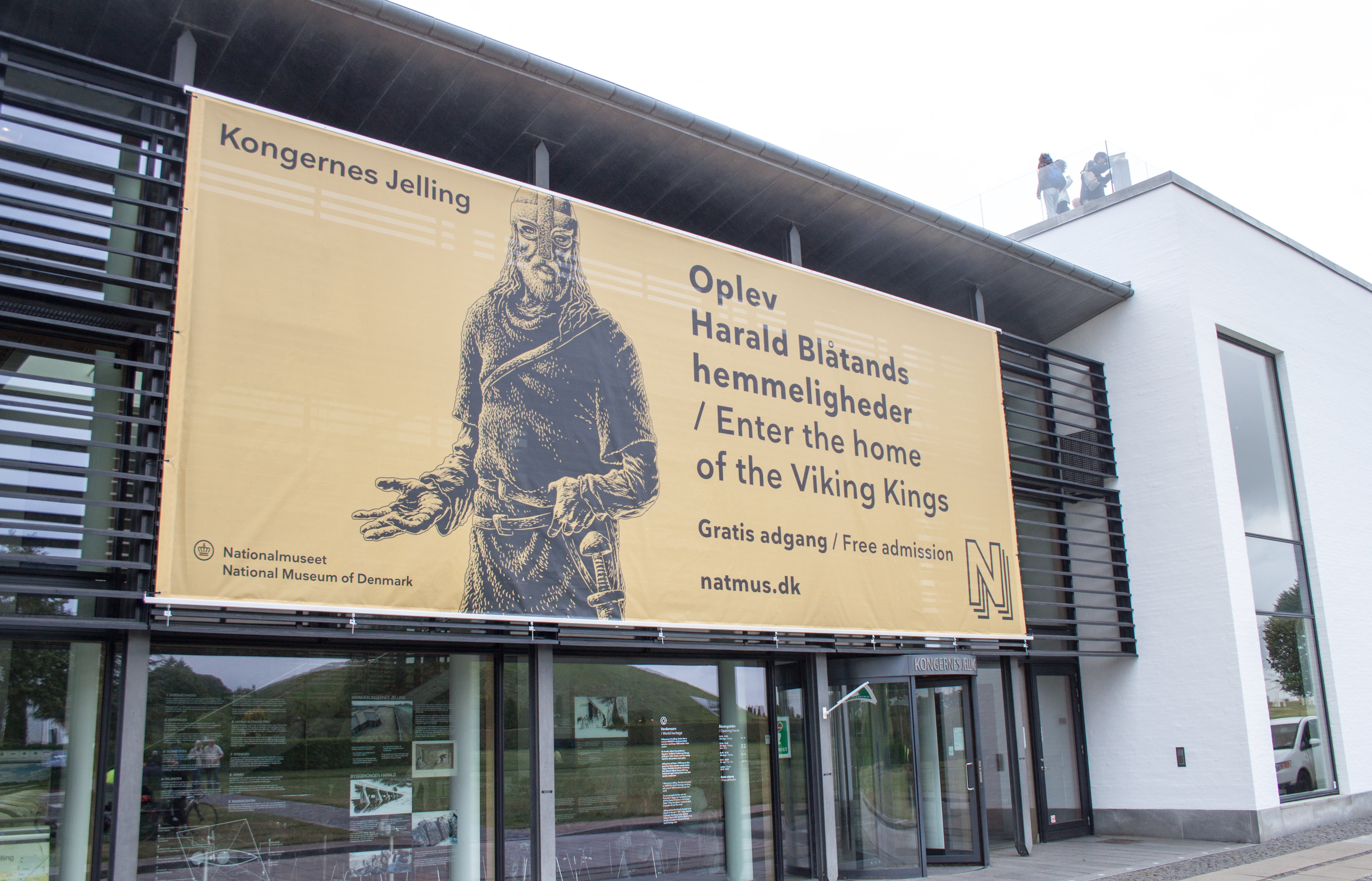
A múzeum bejárata

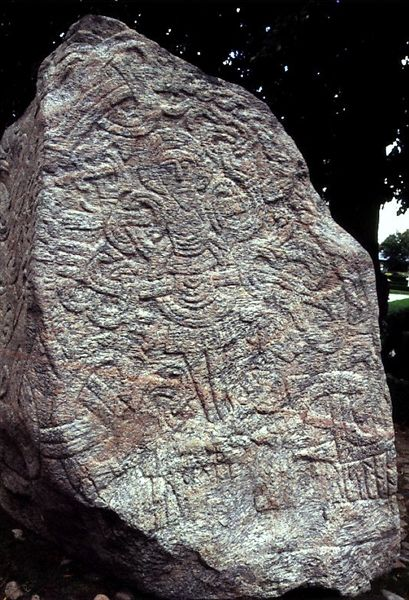
A rúnakő Krisztust ábrázoló oldala

### Gorm rúnaköve
A régebbi követ Gorm dán király állíttatta felesége, Thyra emlékére. Gorm volt az első király, aki egész Dánia fölött uralkodott. A jelenlegi királynő, II. Margit is az ő leszármazottja, így a dán uralkodócsalád Európa legősibb ma is uralkodó dinasztiája.
A kövön rúnaírással a következő szöveg olvasható: „Gorm király állíttatta ezt az emlékkövet felesége, Thyra, Dánia büszkesége emlékére”. Ez a szöveg Dánia első írásos említése.

### Kékfogú Harald rúnaköve
A második (és nagyobb, 2,4 m magas) követ Gorm fia, Harald állíttatta szülei emlékére. A kő felirata egyúttal felidézi a dánok keresztény hitre térését és Norvégia meghódítását is – amelyet egyébként még a király életében elvesztettek a dánok. Három oldalát a rúnaíráson kívül képekkel is díszítették.
A kövön álló felirat a következő: „Harald király rendelte ennek a kőnek a felállítását apja, Gorm emlékére és anyja, Thyra emlékére; az a Harald, aki meghódította magának egész Dániát és Norvégiát és kereszténnyé tette a dánokat”.
Ezen a kövön szemléletesen jelenik meg a pogányságról a kereszténységre áttérés: egyik oldalán ugyanis Észak-Európa legkorábbi Krisztus-ábrázolása látható, míg a másikon pedig viking motívum, egy oroszlán köré tekeredő kígyó. A kőnek két másolata is létezik, az egyik a Dán Nemzeti Múzeumban, az 1955-ben készült másik pedig a londoni Regent’s Parkban álló dán templomban található. A másolatokat színesre festették, mivel feltételezik, hogy az követ és feliratait alkotói eredetileg is kiszínezték.

## Kiállítási központ
2000-ben az emlékhelyen korszerű kiállítási központot építettek Kongernes Jelling néven, ami 2007 óta a Dán Nemzeti Múzeum kezelésében a legmodernebb eszközökkel mutatja be a nemzeti emlékhely történetét, a kutatások legújabb eredményeit. Az épület tetőteraszáról sajátos perspektíva nyílik a halomsírokra és a templomra.